# 山口運送 (兵庫県)

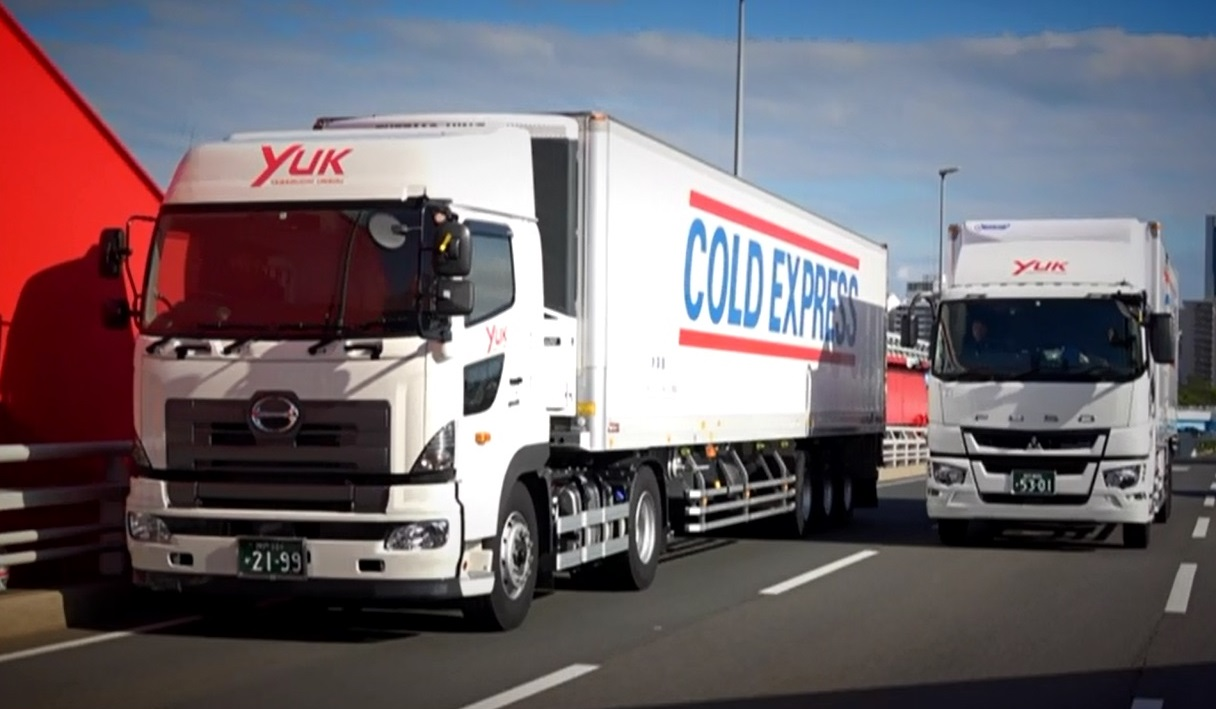
大型車とトレーラー

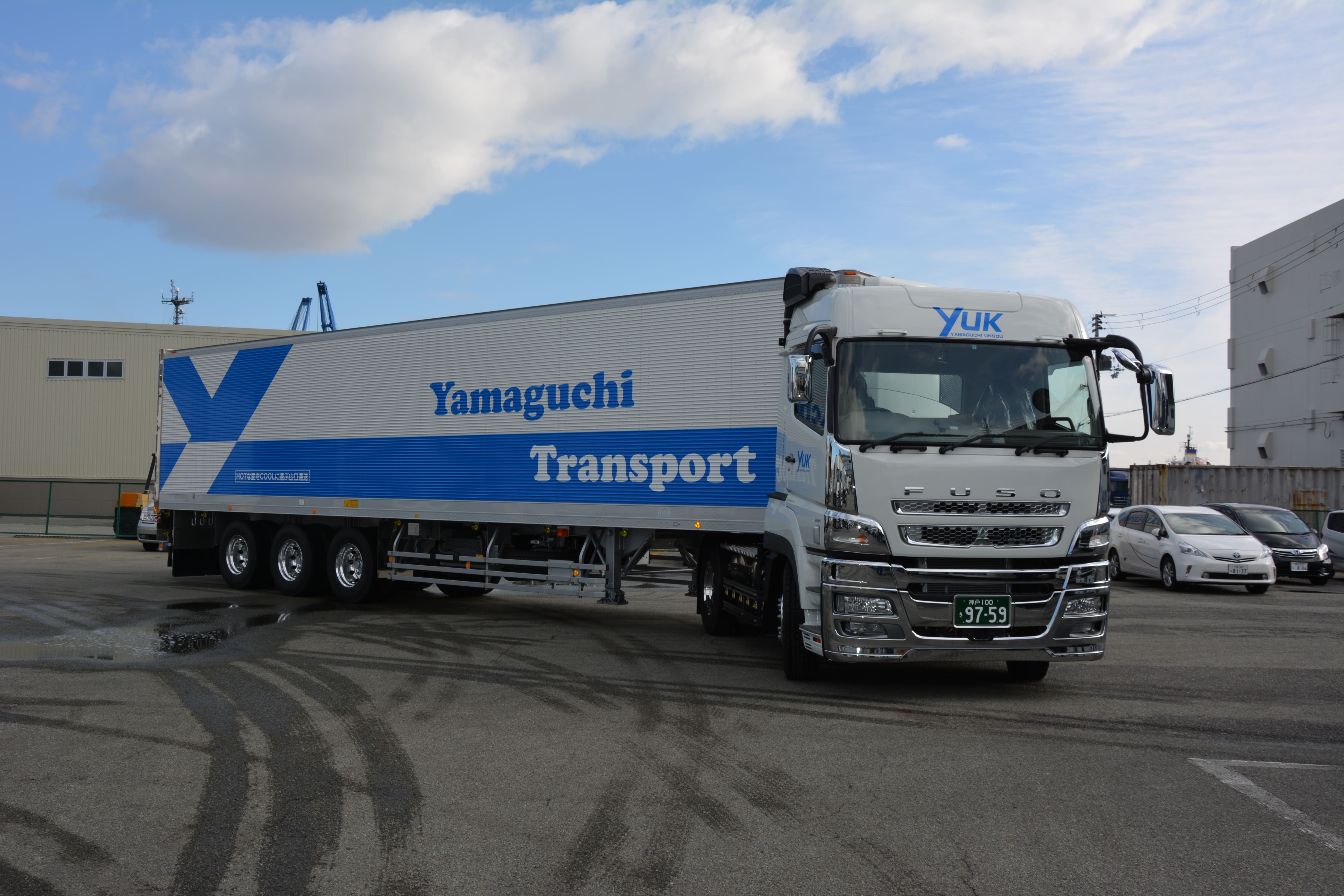
トレーラー

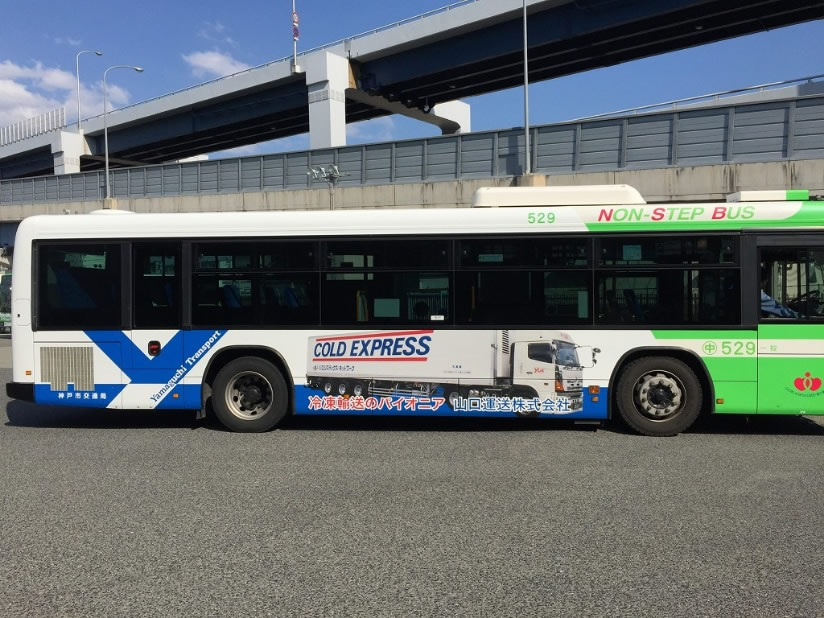
過去の神戸市営バスラッピング広告

山口運送株式会社（やまぐちうんそう）は、兵庫県神戸市中央区に本社を置く運送会社。1962年4月設立。冷凍チルド食品輸送を主要業務とし、関西エリアを中心として日本全国に12営業所を展開する。
事業開始時より食品輸送に目を付けた創業者が、時代の変化とともに将来は冷凍食品が主力となると信じ、冷凍食品輸送を中心とした事業展開を行い現在に至る。

## 事業所
- 本社 - 兵庫県神戸市中央区港島6丁目2-1
- 本社営業所 - 兵庫県神戸市中央区港島6丁目2-1
- 千葉営業所 - 千葉県柏市柏インター南3-１
- 船橋営業所 - 千葉県船橋市日の出2丁目19-2
- 神奈川営業所 - 神奈川県厚木市上依知字上ノ原3007-2
- 滋賀営業所 - 滋賀県栗東市六地蔵1163
- 京都八幡営業所 - 京都府八幡市上津屋八丁22
- 大阪営業所 - 大阪府大阪市住之江区平林北１丁目１-28
- 桜島出張所 - 大阪府大阪市此花区梅町1丁目1-29
- 西宮営業所 - 兵庫県西宮市西宮浜1-43
- 六甲営業所 - 兵庫県神戸市東灘区向洋町東3-11
- 六甲第二営業所 - 兵庫県神戸市東灘区向洋町東4丁目4
- 福岡営業所 - 福岡県福岡市東区土井3丁目11-1 101

## 沿革
出典
- 1962年4月 - 山口幸博が山口運送設立、一般貨物自動車運送業許可を取得し神戸市中央卸売市場内における生鮮食料品の輸送事業を開始
- 1969年8月 - 神戸中央市場輸送事業協同組合設立にともない理事に就任
- 1977年3月 - 株式会社ニチレイが流通部門を受け持つ大阪低温急送株式会社（OTK）を設立と同時に協力会社とし遠距離輸送部門を担当
- 1977年5月 - 神戸市兵庫区湊町に鉄筋コンクリート3階建社屋が完成
- 1986年10月 - 日本低温運輸株式会社を設立
- 1989年7月 - 山口運送株式会社を設立
- 1990年3月 - 六甲営業所開設
- 1992年10月 - 桜島出張所開設
- 1994年6月 - 代表取締役に山口一幸就任
- 1997年8月 - 滋賀営業所を開設
- 1997年11月 - 京都営業所を開設
- 1998年3月 - 大阪営業所開設
- 2002年6月 - 神奈川営業所開設
- 2005年4月 - 京都八幡営業所開設
- 2007年4月 - 京都南営業所開設
- 2008年2月 - 西宮営業所開設
- 2008年5月 - ポートアイランド営業所を開設
- 2011年11月 - 大阪営業所を大阪市住之江区南港東に移転
- 2012年4月 - 創業50周年記念式典を開催
- 2014年3月 - 三田営業所開設
- 2014年6月 - 大阪営業所を大阪市住之江区平林北に移転
- 2015年3月 - 本社社屋を神戸市中央区港島に移転
- 2015年7月 - 本社敷地内に整備工場を開設
- 2015年10月 - 千葉営業所を開設
- 2016年3月 - 福岡営業所を開設
- 2017年4月 - 本社営業所第二車庫を開設
- 2019年8月 - 船橋営業所を開設
- 2022年4月 - 創業60周年

## 車両
車両は、コーポレートカラーである鮮やかなブルーをボディカラーに使用したフラッグシップであるトレーラーをはじめ、大型車から中型車までの冷凍冷蔵車・ドライバンなどを揃えている。

## 広告宣伝
- 現在（2022年10月20日）[2]
  - Osaka Metro野田阪神駅構内広告掲出
  - JR元町駅 - JR神戸駅山側のビル広告掲出
  - テレビ大阪にてCM放送開始[3]
- 過去
  - 阪神電車神戸三宮駅内広告
  - JR西日本三宮駅コンコース内広告
  - 神戸市営バスへの全面ラッピングバス
  - 山陽電車直通特急車内広告
  - ポートライナー車内広告
  - kiss FM KOBE